# Seznam německých bitevních lodí

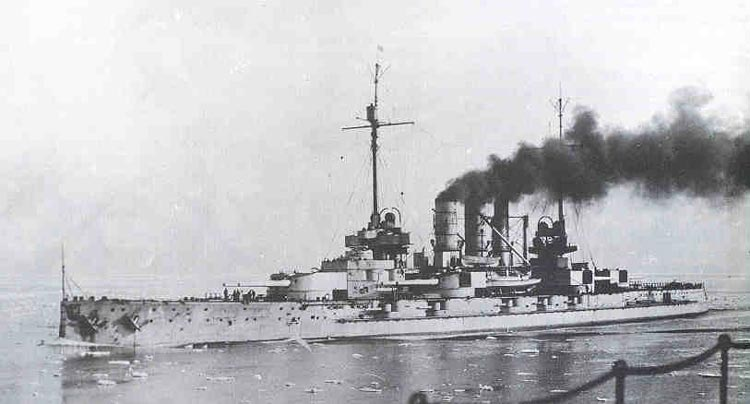
SMS Ostfriesland

Seznam německých bitevních lodí zahrnuje různé kategorie bitevních lodí provozovaných pruským námořnictvem, německým císařským námořnictvem, meziválečnou Reichsmarine a druhoválečnou Kriegsmarine.

## Pancéřové lodě

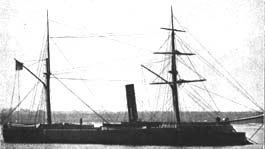
SMS Prinz Adalbert

### TřídaPrinz Adalbert
- SMS Prinz Adalbert (1864–1878) – vyřazena a sešrotována

### TřídaArminius
- SMS Arminius (1864–1902) – vyřazena a sešrotována

### TřídaFriedrich Carl

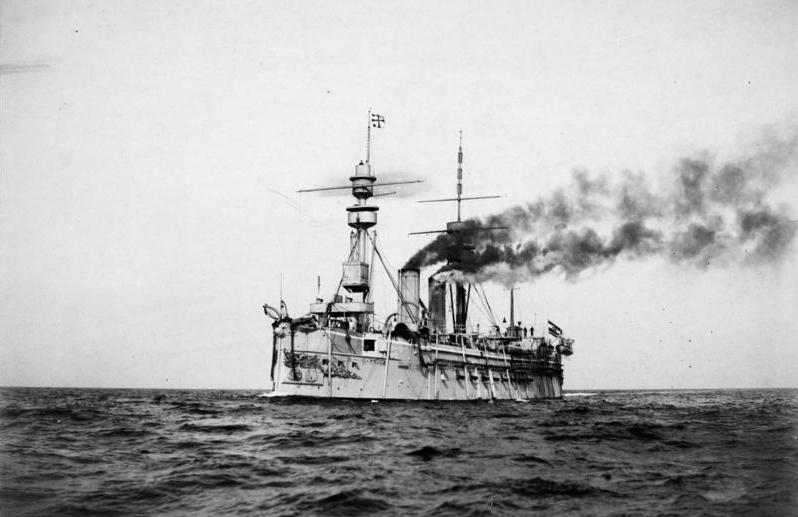
SMS König Wilhelm

- SMS Friedrich Carl (1867–1906) – vyřazena a sešrotována

### TřídaKronprinz
- SMS Kronprinz (1867–1921) – vyřazena a sešrotována

### TřídaKönig Wilhelm
- SMS König Wilhelm (1868–1921) – vyřazena a sešrotována

### TřídaHansa

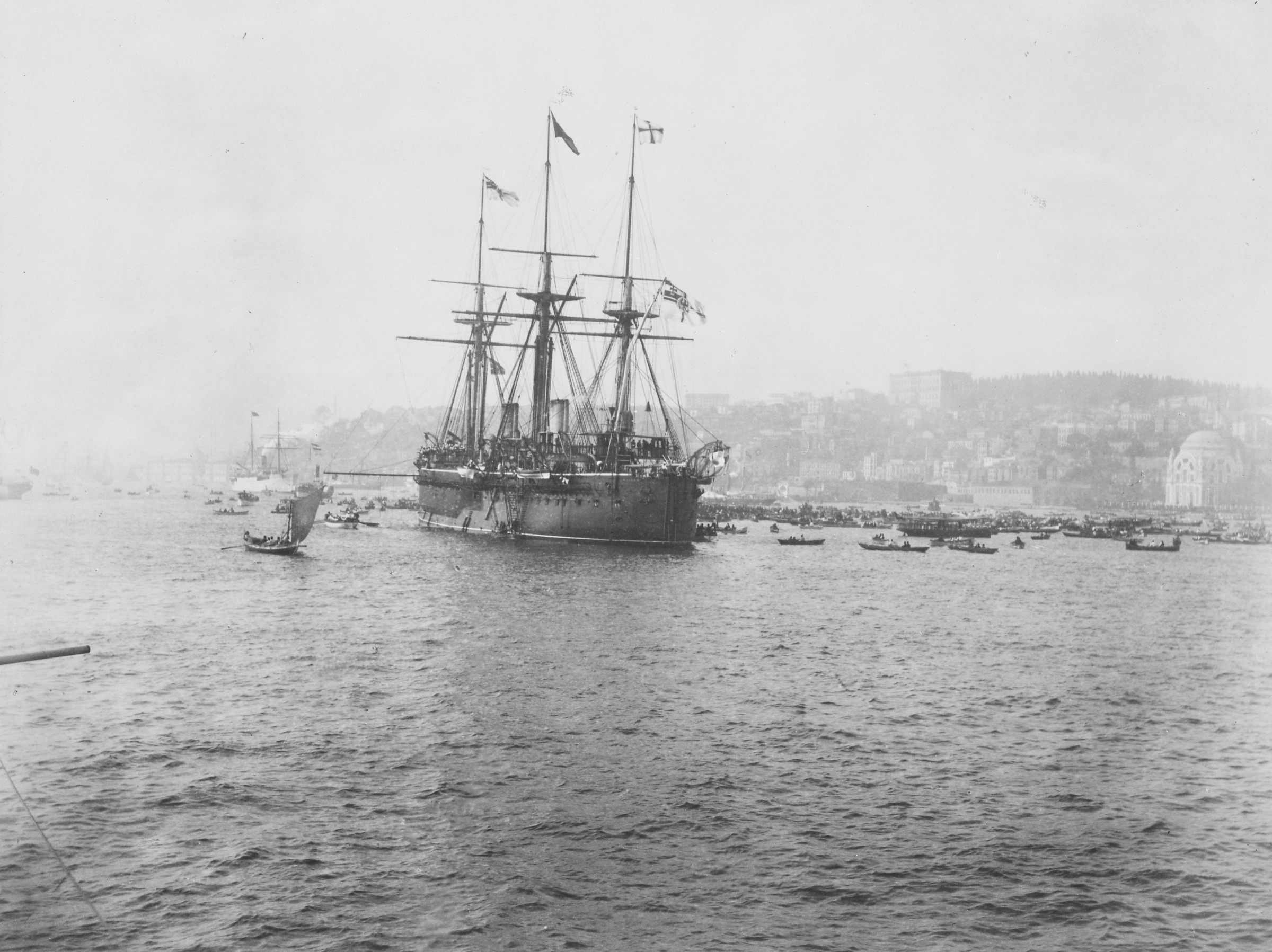
SMS Kaiser

- SMS Hansa (1872–1906) – vyřazena a sešrotována

### TřídaPreußen
- SMS Preußen (1873–1919) – vyřazena a sešrotována
- SMS Friedrich der Große (1874–1920) – vyřazena a sešrotována
- SMS Großer Kurfürst (1875–1878) – potopena po srážce s SMS König Wilhelm

### TřídaKaiser

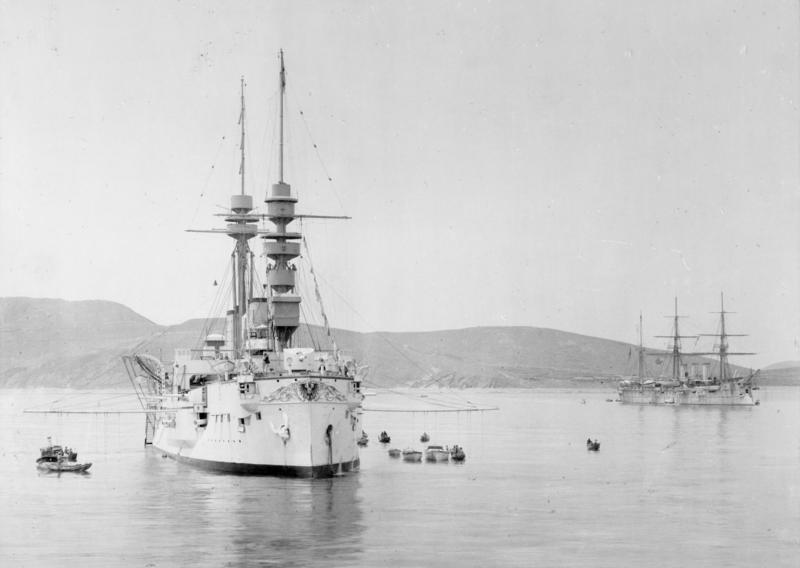
SMS Deutschland

- SMS Kaiser (1874–1920) – vyřazena a sešrotována
- SMS Deutschland (1874–1910) – vyřazena a sešrotována

### TřídaSachsen
- SMS Sachsen (1877–1919) – vyřazena a sešrotována
- SMS Bayern (1878–1919) – vyřazena a sešrotována
- SMS Württemberg (1878–1920) – vyřazena a sešrotována
- SMS Baden (1880–1939) – vyřazena a sešrotována

## Pobřežní pancéřové lodě

### TřídaOldenburg

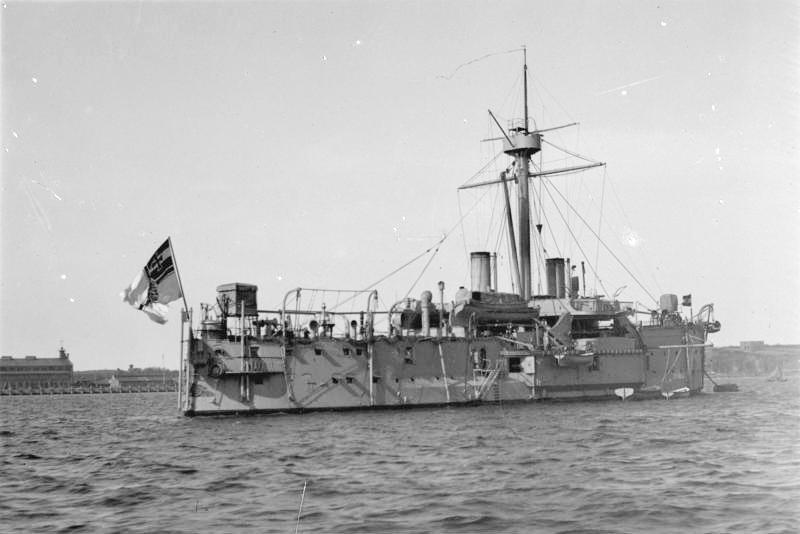
SMS Oldenburg

- SMS Oldenburg (1884–1919) – vyřazena a sešrotována

### TřídaSiegfried
- SMS Siegfried (1889–1920) – vyřazena a sešrotována
- SMS Beowulf (1890–1921) – vyřazena a sešrotována
- SMS Frithjof (1891–1930) – vyřazena a sešrotována
- SMS Heimdall (1892–1921) – vyřazena a sešrotována
- SMS Hildebrand (1892–1919) – potopena u nizozemského pobřeží
- SMS Hagen (1893–1919) – vyřazena a sešrotována

### TřídaOdin
- SMS Odin (1895–1935) – vyřazena a sešrotována
- SMS Ägir (1895–1930) – vyřazena, v roce 1922 prodána do civilní služby, 1930 sešrotována

## Predreadnoughty

### TřídaBrandenburg
- SMS Brandenburg (1891–1919) – vyřazena a sešrotována
- SMS Kurfürst Friedrich Wilhelm (1891–1915) – v roce 1910 prodána Turecku → Barbaros Hyareddin
- SMS Weißenburg (1891–1952) – v roce 1910 prodána Turecku → Turgut Reis
- SMS Wörth (1892–1919) – vyřazena a sešrotována

### TřídaKaiser Friedrich III.
- SMS Kaiser Friedrich III. (1896–1920) – vyřazena a sešrotována
- SMS Kaiser Wilhelm II. (1897–1921) – vyřazena a sešrotována
- SMS Kaiser Wilhelm der Große (1899–1920) – vyřazena a sešrotována
- SMS Kaiser Karl der Große (1899–1920) – vyřazena a sešrotována
- SMS Kaiser Barbarossa (1900–1920) – vyřazena a sešrotována

### TřídaWittelsbach

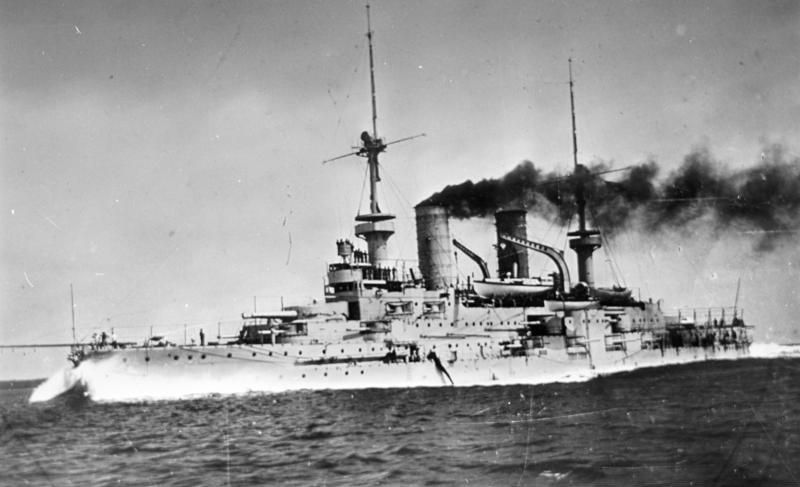
SMS Wittelsbach

- SMS Wittelsbach (1900–1921) – vyřazena a sešrotována
- SMS Wettin (1901–1922) – vyřazena a sešrotována
- SMS Zähringen (1901–1945) – potopena jako blokádní loď
- SMS Schwaben (1901–1921) – vyřazena a sešrotována
- SMS Mecklenburg (1901–1921) – vyřazena a sešrotována

### TřídaBraunschweig

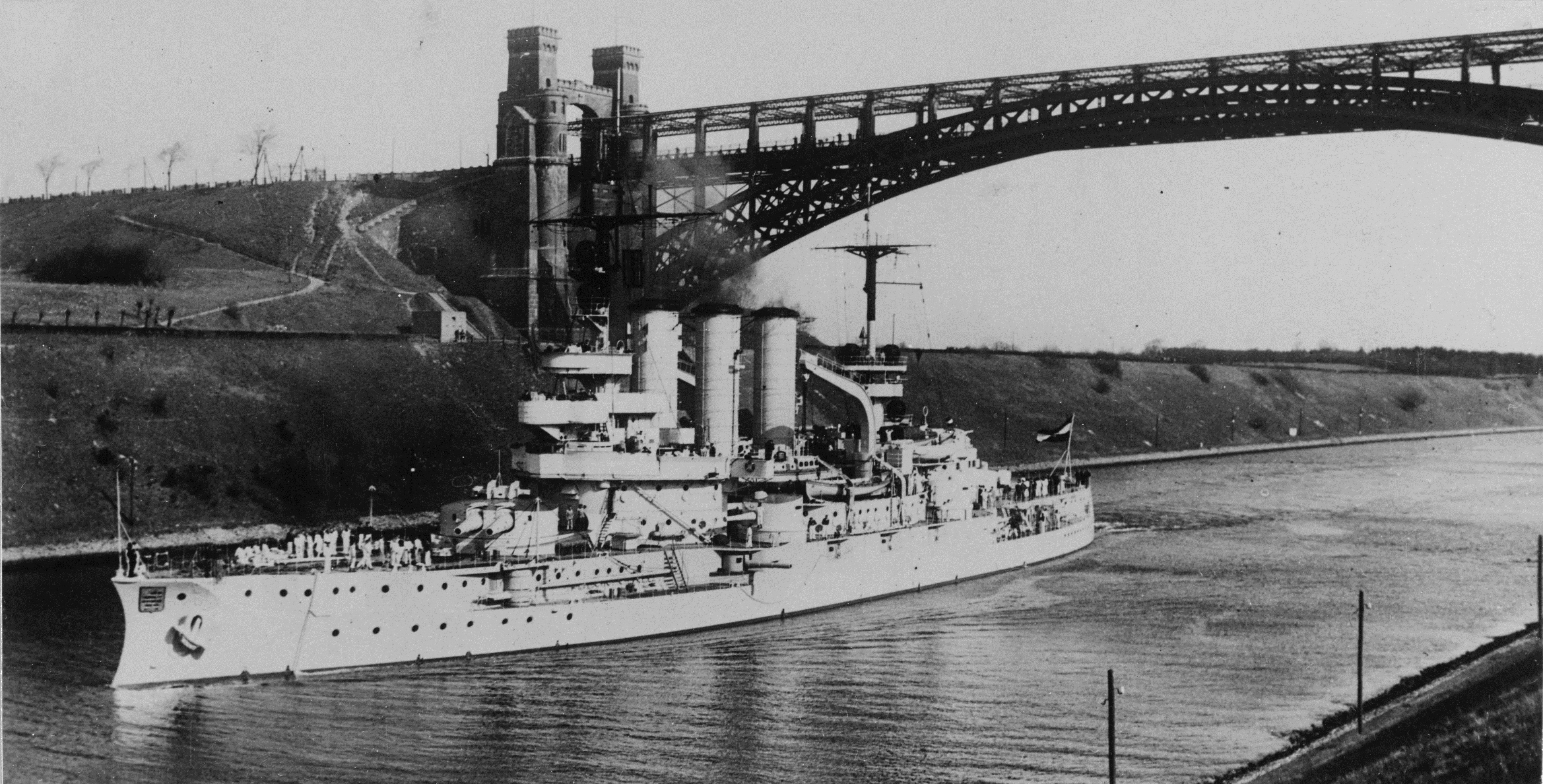
SMS Hessen

- SMS Braunschweig (1902–1931) – vyřazena a sešrotována
- SMS Elsass (1903–1936) – vyřazena a sešrotována
- SMS Preußen (1903–1931) – vyřazena a sešrotována
- SMS Hessen (1903-???) – v roce 1946 předána SSSR → Cel
- SMS Lothringen (1904–1931) – vyřazena a sešrotována

### TřídaDeutschland
- SMS Deutschland (1904–1922) – vyřazena a sešrotována
- SMS Hannover (1905–1944) – vyřazena a sešrotována
- SMS Pommern (1905–1916) – potopena v bitvě u Jutska
- SMS Schlesien (1906–1945) – potopena vlastní posádkou ve Swinemünde
- SMS Schleswig-Holstein (1906–1944) – potopena vlastní posádkou v Gdyni

## Dreadnoughty

### TřídaNassau

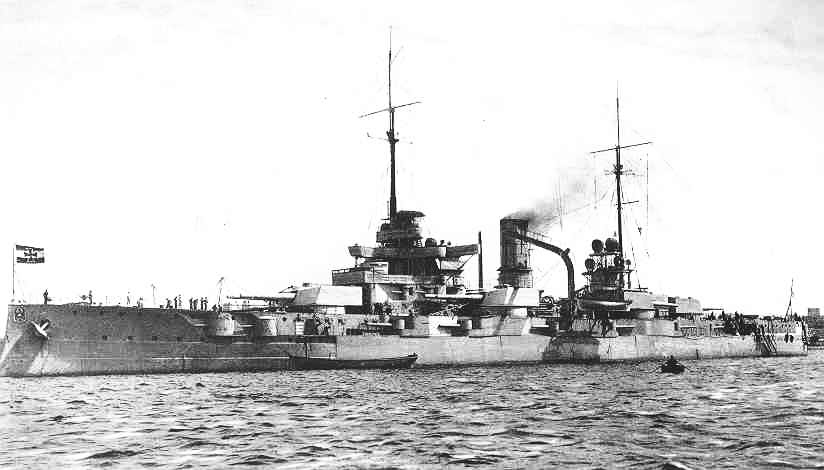
SMS Posen

- SMS Nassau (1908–1920) – připadla Japonsku, sešrotována
- SMS Posen (1908–1922) – připadla Británii, sešrotována
- SMS Rheinland (1908–1921) – připadla Británii, sešrotována
- SMS Westfalen (1908–1925) – připadla Británii, sešrotována

### TřídaHelgoland
- SMS Helgoland (1909–1924) – připadla Británii, sešrotována
- SMS Ostfriesland (1909–1921) – připadla USA, potopena jako cvičný cíl
- SMS Thüringen (1909–1923) – připadla Francii, sešrotována
- SMS Oldenburg (1910–1921) – připadla Japonsku, sešrotována

### TřídaKaiser

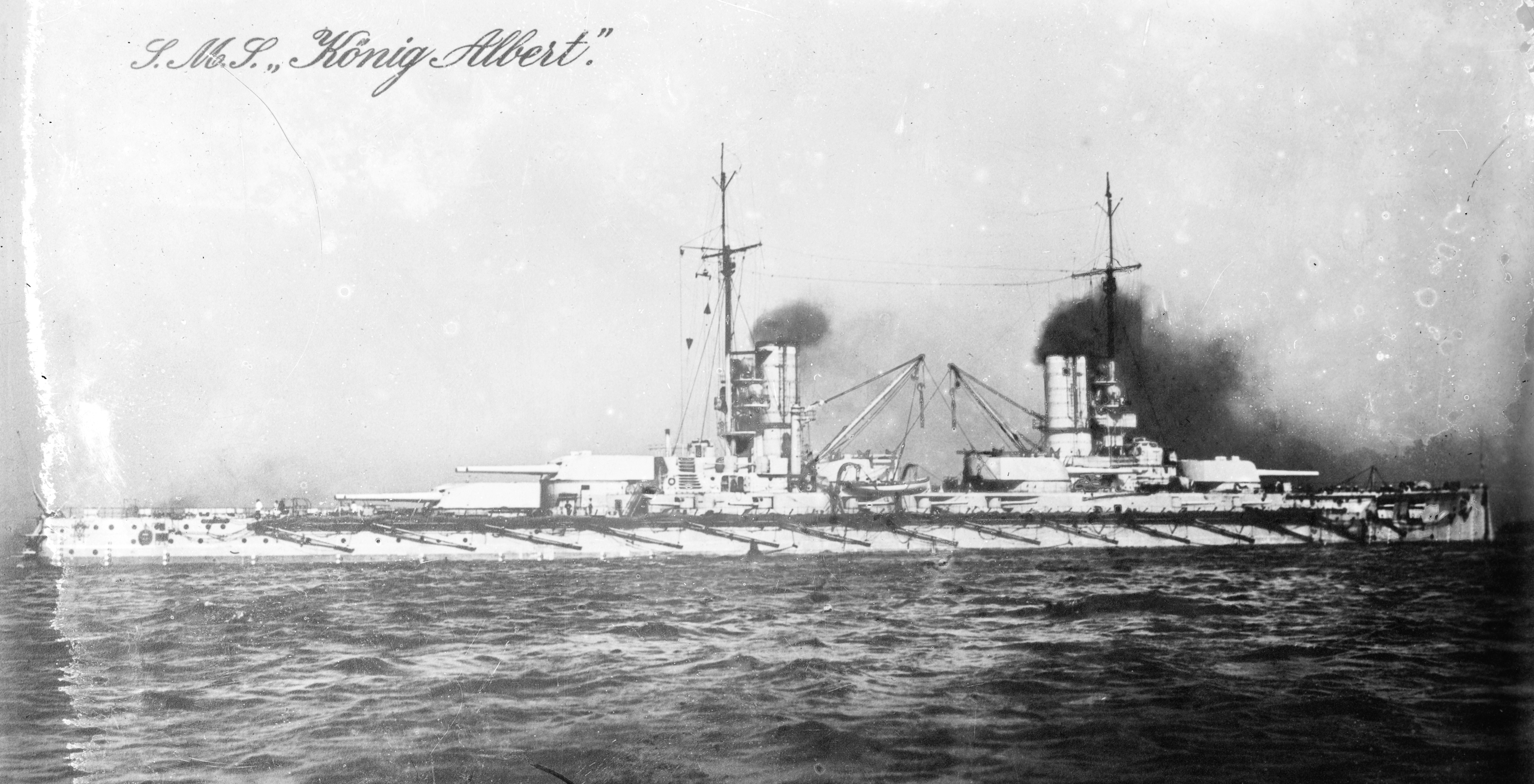
SMS König Albert

- SMS Kaiser (1911–1919) – potopena ve Scapa Flow
- SMS Friedrich der Große (1911–1919) – potopena ve Scapa Flow
- SMS Kaiserin (1911–1919) – potopena ve Scapa Flow
- SMS König Albert (1912–1919) – potopena ve Scapa Flow
- SMS Prinzregent Luitpold (1912–1919) – potopena ve Scapa Flow

### TřídaKönig
- SMS König (1913–1919) – potopena ve Scapa Flow
- SMS Großer Kurfürst (1913–1919) – potopena ve Scapa Flow
- SMS Markgraf (1913–1919) – potopena ve Scapa Flow
- SMS Kronprinz (1914–1919) – potopena ve Scapa Flow

### TřídaBayern
- SMS Bayern (1915–1919) – potopena ve Scapa Flow
- SMS Baden (1915–1921) – připadla Británii, potopena jako cvičný cíl
- SMS Sachsen (1916–1921) – nedokončena
- SMS Württemberg (1917–1921) – nedokončena

## Moderní bitevní lodě

### TřídaBismarck

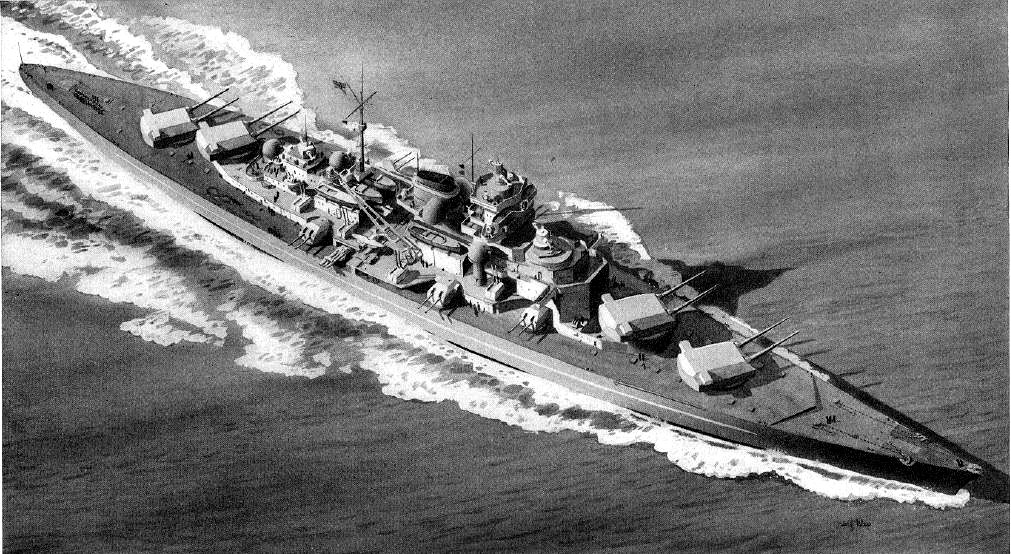
Tirpitz

- Bismarck (1939–1941) – potopena 27.5. v Severním Atlantiku
- Tirpitz (1939–1944) – potopena 12.11. RAF v zálivu Håkøybotn u Tromsø

### TřídaH
- položen kýl první jednotky, nedostavěny